# Yağcılı, Soma
Yağcılı là một thị trấn thuộc huyện Soma, tỉnh Manisa, Thổ Nhĩ Kỳ. Dân số thời điểm năm 2011 là 668 người.